# Koltay Miklós
Koltay Miklós (Pécs, 1925. október 3. – Szeged, 1970. január 23.) orvos, gyermekgyógyász, az orvostudományok kandidátusa (1965). 1961/62-ben a Szegedi Tudományegyetem gyermekklinikájának mb. vezetője.
Kutatási területei: Klinikai immunológia. A fertőző betegségek klinikuma. A reumás láz patológiája.

## Életpályája
Atyja, Koltay-Kastner Jenő olasz filológus, aki 1940-től a Horthy Miklós Tudományegyetemen oktatott. Koltay Miklós közép- és felsőfokú tanulmányokat Szegeden folytatott. 1950-ben lett Doctor Medicus. Közben a Korbonctani és Kórszövettani Intézetben dolgozott. Gyermekgyógyászatból 1954-ben, fertőző betegségekből 1963-ban tett szakvizsgát.
A Szegedi Tudományegyetem gyermekklinikáján dolgozott 1958-tól 1970-ig. 1961-62-ben megbízott tanszékvezetőként a gyermekklinika vezetője volt. Az 1962/63-as tanévtől Boda Domokos lett a Gyermekklinika igazgatója, 1967-től két docens dolgozott az ő orvosi csapatában, Koltay Miklós és Altorjay István. Koltay 1966-ban megvédte kandidátusi disszertációját, 1967. január 15-én kinevezték docensnek. Közben külföldi tanulmányutakat tett, 1958-ban 2 hónapig egy gyermekklinikán volt Frankfurt am Mainban, 1959-ben 8 hónapot töltött a párizsi Pasteur Intézetben, később, 1964-ben ismét Párizsba ment 8 hónapra (Centre National de Recherches Scientifiques).
A gyermekklinikán utóbb a Fertőző Osztályt vezette, hivatásának áldozata lett, az osztályon kapott fertőzésbe halt bele még pályájának delelője előtt. A szegedi Belvárosi temetőben nyugszik családi sírboltban.

## Főbb művei
- Csoportosan végzett “akut fázis reakciók” jelentősége a gyermekkori láz klinikumában. Társszerzővel (Ébrey P.) Gyermekgyógyászat, 1960. (Angolul: Ann. Paediat. Bázel, 1960.)
- Ellenanyag hiányos állapotok klinikai, immunológiai és kísérletes vizsgálata (kandidátusi értekezés). Szeged, 1965.
- Ellenanyaghiányos állapotok és immunglobulinok. Orvosképzés, 1965.
- Ellenanyaghiányos állapotok és klinikai felismerésük. Magyar Pediáter, 1967.
- Immunosuppressio. Társszerzővel. (Virág István.) Orvosi Hetilap, 1968.
- Immuninsuffizienz im Kindesalter. Mschr. Kinderheilk, 1969.

## Társasági tagság
- Magyar Gyermekorvosok Társasága (MGYT), vezetőségi tag
- Délmagyarországi Gyermekorvos Decentrum, főtitkár
- Magyar Immunológiai Társaság
- Fertőző betegségek Orvosainak Társasága

## Kitüntetés
- Bókay János-emlékérem (a MGYT-tól, 1968)